# 江下英昭
江下 英昭（えした ひであき、1967年7月13日 - ）は、佐賀県出身の元騎手（地方・佐賀→金沢所属）。

## 経歴
1985年10月12日の佐賀第1競走ナルビペツト（7頭中7着）で初騎乗を果たし、1986年3月2日の佐賀第5競走アラ系5歳以上C1・フクリユウオーで初勝利を挙げる。
1987年11月に金沢へ移籍し、1998年にはリードジャイアンツで北日本新聞杯・サラブレッド大賞典を制覇。
2001年には11頭中9番人気のトライバルセンプー産駒ユキノキングでアラブウインターカップを逃げ切り、2002年にはホリスキー産駒キクノライデンでほくてつニューイヤーカップを制し、北國王冠でビッグレース初制覇。
2003年は2着34回・3着37回と、3連単・3連複・ワイドで頼れる存在となり、2004年にはグレイスアッパーでほくてつニューイヤーカップ2勝目を挙げるなど、寒い時期の活躍が印象的であった。
2005年の第1回笠松グランプリではホワイトサイクロンで2番手から直線先頭に立って優勝し、2007年7月16日には金沢第11競走ルビー特別・ツルギエイブルマンで通算500勝を達成。
2013年5月21日の金沢第1競走3B-6・コーザンオッパーが最後の勝利、同年6月25日の第10競走黄金岩牡蠣特別・ヒカルヨコハマ（12頭中3着）が最後の騎乗となり、同年限りで現役を引退。

## 通算成績
- 7708戦587勝　勝率7.6%、連対率16.6%

### 主な騎乗馬
- リードジャイアンツ（1998年北日本新聞杯・サラブレッド大賞典）
- ユキノキング（2001年アラブウインターカップ）
- キクノライデン（2002年ほくてつニューイヤーカップ・北國王冠）
- グレイスアッパー（2004年ほくてつニューイヤーカップ）
- ホワイトサイクロン（2005年笠松グランプリ）